# Kirche Burkersdorf (Frauenstein)

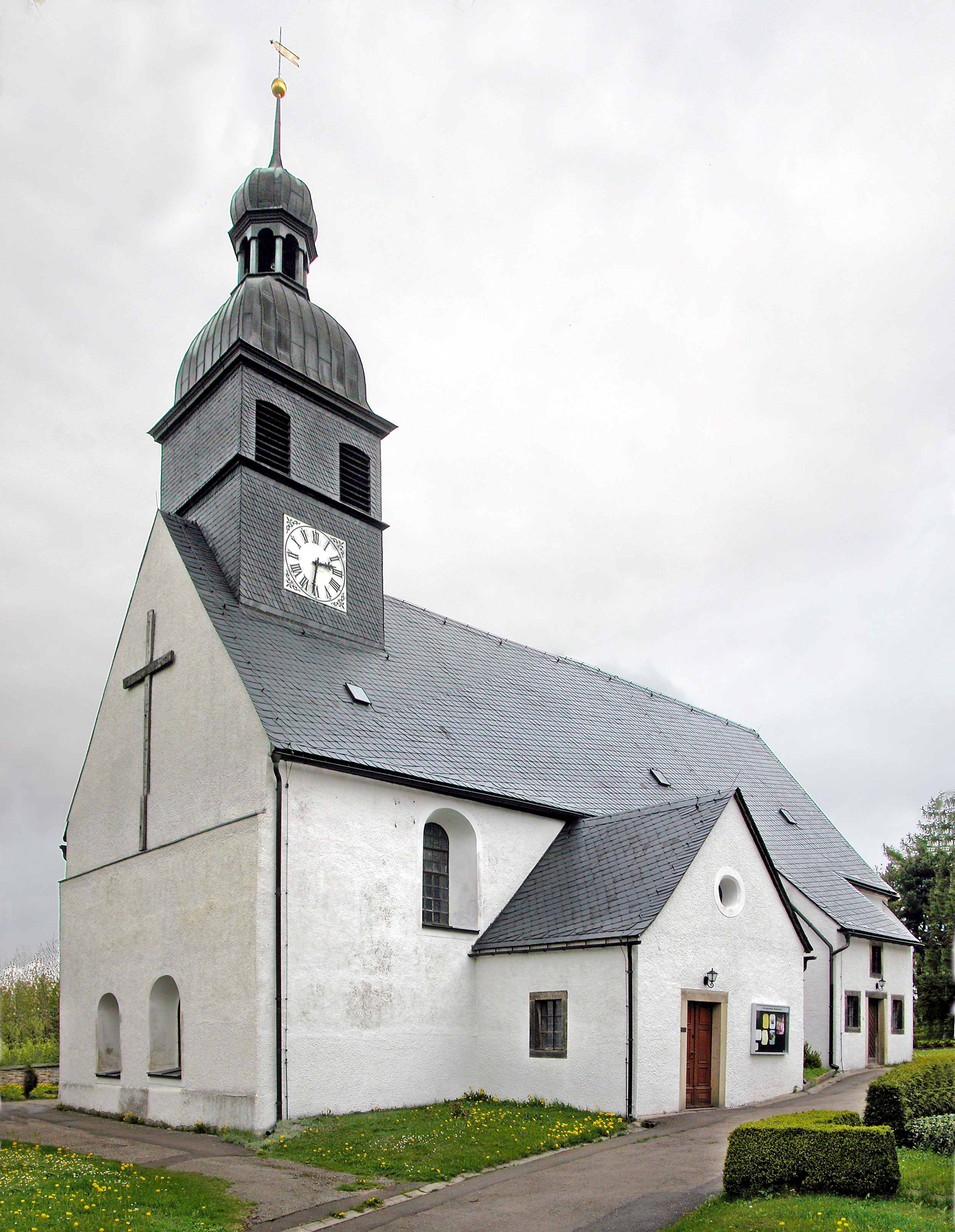
Dorfkirche Burkersdorf (Frauenstein)

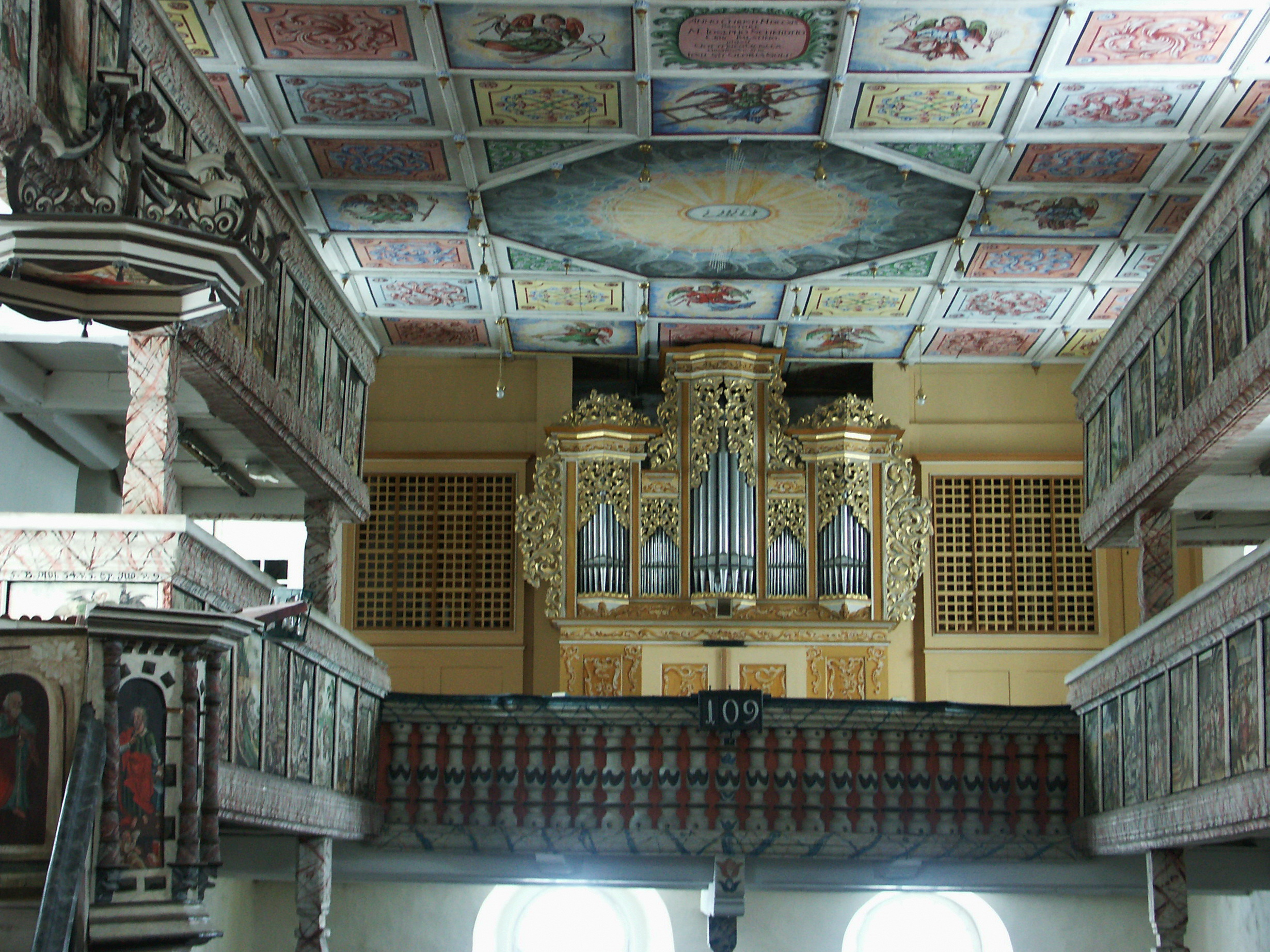
Innenansicht

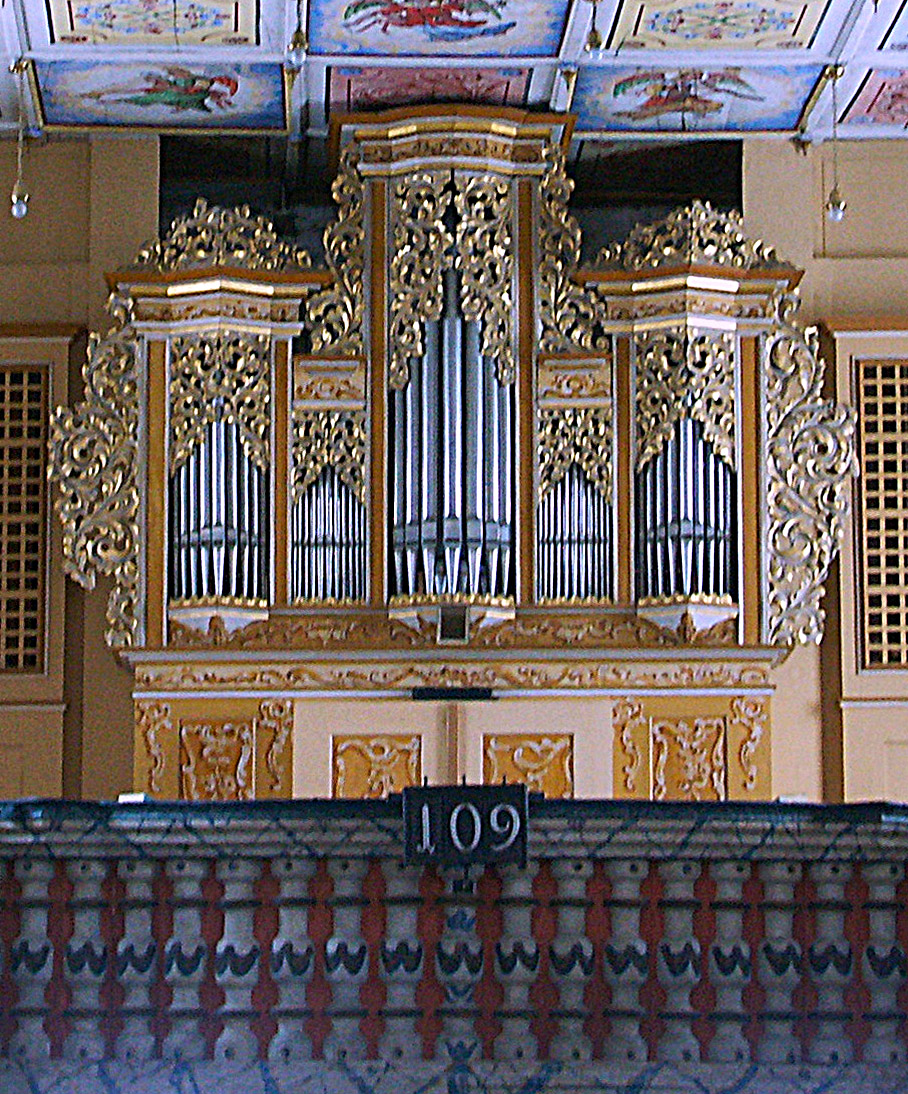
Jehmlich-Orgel im barocken Gehäuse

Die evangelische Kirche Burkersdorf ist eine im Kern romanische, barockisierte Saalkirche im Ortsteil Burkersdorf von Frauenstein (Erzgebirge) im Landkreis Mittelsachsen in Sachsen. Sie gehört zur Kirchengemeinde Frauenstein im Kirchenbezirk Freiberg der Evangelisch-Lutherischen Landeskirche Sachsens.

## Geschichte und Architektur
Die im Jahr 1346 im Bistum Meißen erstmals erwähnte, auf einer Anhöhe gelegene schlichte Saalkirche stammt im Kern aus romanischer Zeit; das heutige gotische Bauwerk wurde um 1500 geschaffen. Eine Neugestaltung des Inneren erfolgte zu Beginn des 18. Jahrhunderts. Restaurierungen erfolgten in den Jahren 1968–71 (außen), 1985–88 (außen, Turm), 1991/92 (außen, Saal) und 1992–94 (innen). Die Kirche ist ein Putzbau mit dreiseitig geschlossenem Chor und Strebepfeilern; das Walmdach wird durch einen großen barocken Dachreiter akzentuiert. Rundbogenfenster erhellen das Innere; am Chor sind Maßwerkfenster erhalten. Im Süden sind zwei Vorbauten mit einfachen Sandsteinportalen angefügt, die Sakristei befindet sich an der Nordseite.
Der dunkle Innenraum ist durch die umfangreiche Ausmalung geprägt. Die hölzerne Kassettendecke mit der Jahreszahl 1719 wurde von Gottfried Geißler gestaltet; sie zeigt im oktogonalen Mittelfeld das Jüngste Gericht, darum sind rechteckige Felder mit ornamentaler Malerei und ausdrucksstarken Engeln und achteckige Felder mit symbolischen Darstellungen gruppiert. An drei Seiten sind Emporen eingebaut, die an den Längsseiten zweigeschossig ausgebildet sind. Sie zeigen 88 Darstellungen aus dem Alten Testament auf der Südseite und dem Neuen Testament auf der Nordseite mit der Jahreszahl 1728 und der Signatur C.R., die für Christian Räthel stehen könnte.

## Ausstattung

### Altar
Das Hauptstück der Ausstattung ist ein zweifach wandelbarer, spätgotischer Flügelaltar aus der Zeit um 1510. Die Schnitzfiguren wurden von einem Meister geschaffen, der nach diesem Werk seinen Notnamen erhielt (Meister des Burkersdorfer Altars); die Malereien werden dem Meister des Altars von Großhartmannsdorf zugeschrieben: Die Predella zeigt die gemalte Darstellung vom Schweißtuch der Veronika, die im Jahr 1992 freigelegt wurde, auf der Rückseite das Abendmahl.
Im Schrein ist Maria mit dem Kind zwischen den Heiligen Margaretha und Barbara dargestellt, auf den Flügeln Anna selbdritt, Magdalena, Katharina (?), Martha (?), außerdem Wolfgang, Johannes Evangelista, Petrus (diese Figur wurde 1990 gestohlen) und Paulus. In der ersten Wandlung sind die Ölbergszene, die Dornenkrönung, die Verkündigung, die Geburt Christi, die Heimsuchung, die Anbetung der Könige, die Geißelung und die Kreuztragung dargestellt. Die zweite Wandlung zeigt den Schmerzensmann und die Schmerzensmutter. Auf dem Schrein stehen ein Vesperbild und zwei Marienfiguren, die ursprünglich vermutlich auf einem älteren Altar standen.

### Weitere Ausstattung
Die Kanzel und der Schalldeckel stammen aus dem Jahr 1620, die Kanzel zeigt zwischen freistehenden Säulen eine gemalte Darstellung von Christus und den Evangelisten. Die schlichte Taufe stammt aus dem Jahr 1793. An der Nordwand sind Reste einer Sakramentsnische aus der Zeit um 1500 zu sehen. In der Vorhalle des Haupteingangs befinden sich zwei Epitaphien mit plastischem Schmuck aus dem 18. Jahrhundert.
Die Kirche besitzt ein dreistimmiges Geläut, wovon zwei Glocken über 400 Jahre alt sind und demnach aus dem Vorgängerbau übernommen wurden. 1774 und 1823 erfolgten Reparaturen am Turm, 1906 erhielt die Kirche eine neue Turmuhr sowie 1915 elektrische Beleuchtung.

### Orgel
In der Kirche stand vor dem Umbau im Jahre 1706 ein Positiv, danach erfolgte der Einbau einer Orgel. 1901 wurde sie um ein Register erweitert und 1931 repariert. Im Jahr 1950 baute Jehmlich Orgelbau Dresden das Orgelwerk neu auf, und 1988/89 erfolgte eine Generalüberholung. Sie hat 16 Register auf zwei Manualen und Pedal.